# Cour de cassation (Grèce)
La Cour de cassation  (en grec : Άρειος Πάγος / Áreios Págos, « Aréopage ») est l'institution juridique suprême de Grèce fondée en 1834. Elle est installée depuis 1981 sur l'avenue Alexándras à Athènes. Elle est divisée en six chambres civiles et deux chambres pénales.

## Histoire

### Antiquité
L'Áreios Págos tire son nom de l'Aréopage athénien antique. Il se réunissait sur la colline d'Arès, au nord-ouest de l'Acropole. Ce tribunal jugeait les meurtres du temps des rois légendaires de la cité Cécrops et Thésée. La légende veut que le premier meurtre jugé ait été commis par Arès et qu'il ait été jugé par les Douze Dieux réunis sur la colline. Le « procès » légendaire le plus célèbre fut celui d'Oreste. L'institution fut réformée par Solon puis Clisthène. Son rôle fut notablement amoindri par Éphialtès, qui lui retira nombre de ses compétences, spécialement politiques.
L'apôtre Paul aurait prêché aux Aréopagites et converti plusieurs d'entre eux, dont le futur premier évêque d'Athènes, Denys l'Aréopagite.

### La Cour de cassation contemporaine
La Cour de cassation fut fondée le 16 octobre 1834 par un décret signé par Othon, le jeune roi du nouvel État grec tout juste indépendant. Plutôt que de le nommer « Cour de cassation » (Ακυρωτικό δικαστήριο), terme en usage à l'époque, il fut décidé de réactiver le nom antique d'Áreios Págos.
Les premiers juges aréopagites furent désignés le 1er janvier 1835 (13 janvier dans le calendrier grégorien). Le premier président fut Christódoulos Klonáris (el) (1788-1849), avocat originaire de Nauplie et ancien ministre de la justice du gouvernement de Ioánnis Kapodístrias. Le premier Procureur général fut Andrónikos Páikos (el), juge à Missolonghi. Parmi les premiers juges aréopagites, se trouvait Anastásios Polyzóïdis (el), juge à Nauplie qui s'était rendu célèbre en étant le seul avec Geórgios Tertsétis (el) à refuser de signer la condamnation à mort de Theódoros Kolokotrónis l'année précédente.
La première affaire fut jugée le 30 avril 1835 et le premier avis rendu le 1er mai 1835.
La Cour de cassation fut longtemps installée dans la Maison de Troie (Ilíou Mélathron) qu'Heinrich Schliemann avait fait construire par l'architecte allemand de la nouvelle Athènes, Ernst Ziller. Elle est installée depuis le 23 février 1981 au 121 de l'avenue Alexándras, à Athènes.

## Fonctionnement
La Cour de cassation est constituée d'une présidente (María Georgíou depuis juillet 2021), dix vice-présidents, un procureur général, quatorze procureurs généraux adjoints et cinquante-cinq juges. Leur indépendance est garantie par le fait qu'ils soient nommés à vie, bien que la loi les oblige à prendre leur retraite à 67 ans.
La Cour de cassation est composée de six chambres civiles concernant le droit privé et de deux chambres pénales. Elle peut aussi se réunir en séance plénière. Elle n'est pas un troisième degré de juridiction. Elle ne juge pas du fond des affaires en première instance ou en appel. Elle ne fait que vérifier la conformité des décisions avec le droit grec. Ainsi, elle garantit l'unité d'application et d'interprétation du droit sur tout le territoire.

## Liste des présidents de la Cour de cassation
- Christódoulos Klonáris (el) (1835-1847)
- Ioánnis Somókis (el) (1847-1848)
- Christódoulos Klonáris (1848-1849)
- Geórgios A. Rállis (el)(1849-1861)
- Aristídis Moraïtínis (1861-1872)
- Dimítrios Válvis (1872-1885)
- Nikólaos Deligiánnis (1885-1891)
- Konstantínos Simantíras (1891-1911)
- Khrístos Kapsális (el) (1911-1921)
- Spirídon Tságris (1921-1922)
- Antónios Zilímon (el) (1922-1933)
- Geórgios Panópoulos (1933-1941)
- Konstantínos Kyrillípoulos (el) (1941-1945)
- Ioánnis Sakkétas (1945-1948)
- Ilías Papaïlíou (el) (1948-1953)
- Khrístos Stavrópoulos (1953)
- Ioánnis Apostolópoulos (el) (1953-1959)
- Konstantínos Káfkas (el) (1959-1963)
- Stylianós Mavromikhális (1963-1968)
- Theodóros Kampéris (1968-1969)
- Athanásios Geórgiou (1969-1970)
- Vassílios Patsourákos (1970-1973)
- Lisándros Kanellákos (1973-1974)
- Dimítrios Margéllos (1974-1975)
- Konstantínos Zakháris (1975-1976)
- Spirídon Gággas (el) (1976-1977)
- Geórgios Karamános (1977-1978)
- Spirídon Kóllas (1978-1979)
- Dimítrios Skoúmpis (1979-1982)
- Geórgios Kónstas (el) (1982-1985)
- Antónios Stasínos (el) (1985-1989)
- Ioánnis Grívas (1989-1990)
- Vassílios Kókkinos (el) (1990-1996)
- Stéfanos Matthías (el) (1996-2002)
- Geórgios Kápos (18/07/2002-30/06/2005)
- Romílos Kedíkoglou (en) (13/07/2005-30/06/2007)
- Vassílios Nikópoulos (24/07/2007-30/06/2009)
- Geórgios Kalamídas (el) (2009-2011)
- Réna Asimakopoúlou (el) (2011-2012)
- Konstantínos Menoudákos (2012-2013)
- Mikhaíl Theokharídis (el) (2013-2014)
- Athanásios Koutromános (el) (2014-2015)
- Vassilikí Thánou-Khristophílou (2015-2017)
- Vassílios Péppas (2017-2019)
- Joseph Tsalaganídis (28/08/2019-30/06/2020)[2]
- Aggelikí Aliferopoúlou (30/06/2020-30/06/2021)[3]
- María Georgíou (01/07/2021–)[4]